# Будинок з вежею (Новочеркаськ)
Будинок з вежею (рос. Дом с башней) — об'єкт культурної спадщини регіонального значення, розташований по вулиці Червоний спуск, 17 в місті Новочеркаську Ростовської області (Росія). Пам'ятник архітектури з 17 грудня 1992 року, згідно з рішенням малого обласної ради Ростовської області № 325.

## Історія
Особняк «Будинок з вежею» знаходиться на розі вулиць Червоний спуск (до 1917 року вулиця Водохресний спуск) і Кавказької вулиці. Будівля була споруджена в приблизно в середині XIX століття в стилі ампір і належала у другій половині дев'ятнадцятого століття гірничому інженеру і власнику першого в місті чавунно-ливарного заводу А. В. Міненкову, заснованого в 1880 році німецьким фабрикантом Герцбергом. На цьому заводі виготовлялися кроквяні балки та інші металеві частини, а також ланцюги огорож для споруджуваних на Площі Єрмака на рубежі дев'ятнадцятого і двадцятого століть Новочеркаського військового Вознесенського кафедрального семиглавого собору, спорудженого в неовізантійському стилі (1891 — 1904) за проектом архітектора А. А. Ященко та пам'ятника Єрмаку Тимофійовичу (1903 — 1904) за проектом скульпторів М. Й. Микешина і В. О. Беклемішева. Інженер Міненков часто бував за кордоном — в Іспанії, Франції, де вивчав промислове виробництво. За спогадами старожилів, в Новочеркаськ приїжджав Д. І. Менделєєв і зупинявся в будинку Міненкова, з яким був знайомий.